# Schweizer Voralpen

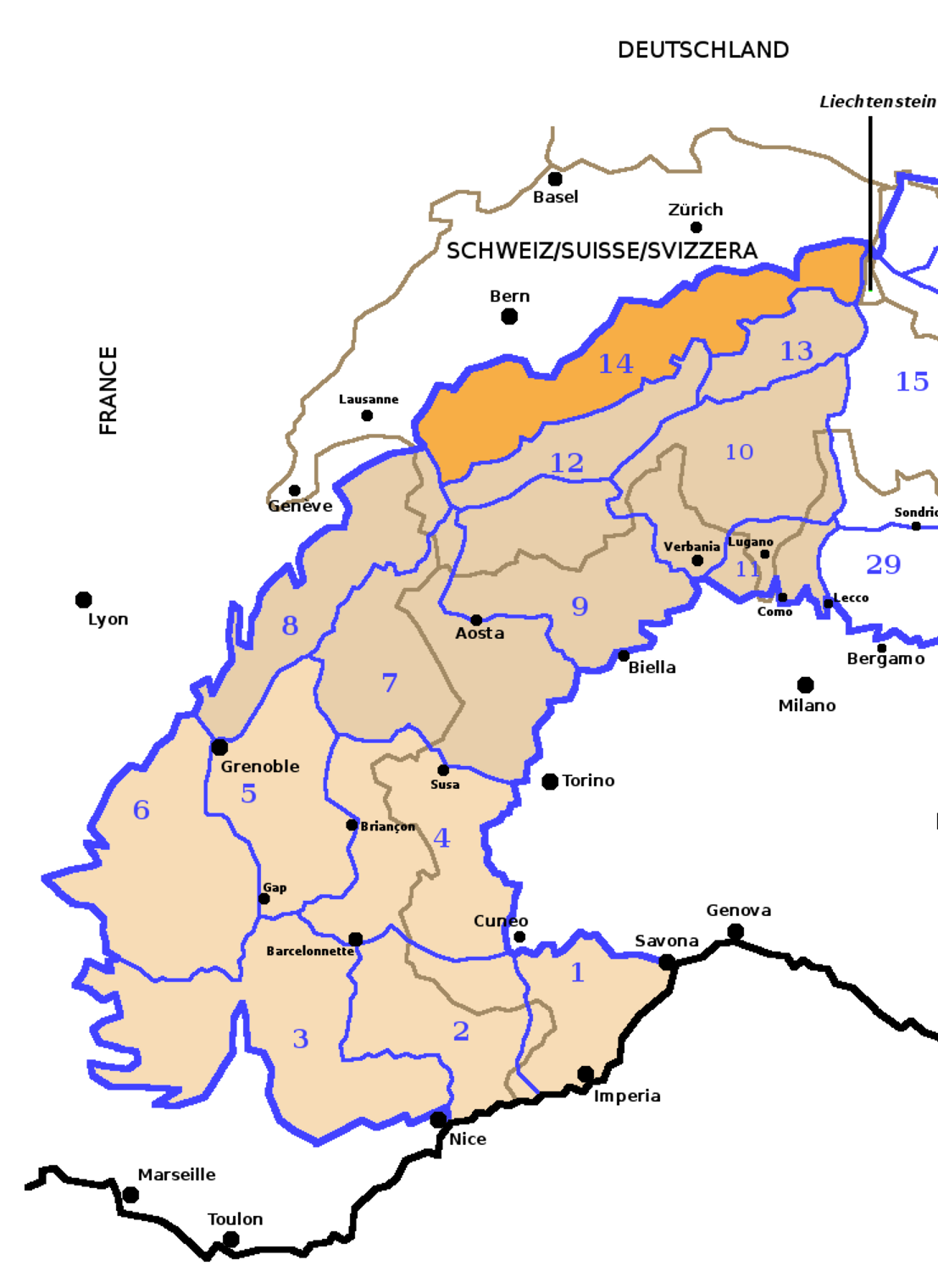
Położenie pasma na mapie Alp Zachodnich według SOIUSA

Schweizer Voralpen, Schweizerische Voralpen, Préalpes Suisses (wł. Prealpi Svizzere) – pasmo górskie w Szwajcarii, część Alp Zachodnich. Rozciąga się od Jeziora Genewskiego na zachodzie do doliny Renu (granica Szwajcarii i Liechtensteinu) na wschodzie.
Według podziału Alp SOIUSA Schweizerische Voralpen (kod SOIUSA I/B-14) dzielą się na:
- Waadtländer und Freiburger Voralpen, I/B-14.I
  - Alpy Fryburskie, I/B-14.I-B
  - Waadtländer Voralpen, I/B-14.I-A
- Appenzeller und Sankt Galler Voralpen, I/B-14.V
  - Alpstein-Gruppe, I/B-14.V-B
  - Churfirsten-Kette, I/B-14.V-A
- Berner Voralpen, I/B-14.II
  - Lauterbrunnental-Voralpen, I/B-14.II-B
  - Nordwestliche Berner Voralpen, I/B-14.II-C
  - Simmental-Voralpen, I/B-14.II-A
- Luzerner und Unterwaldner Voralpen, I/B-14.III
  - Luzerner Voralpen, I/B-14.III-A
  - Unterwaldner Voralpen, I/B-14.III-B
- Schwyzer und Urner Voralpen, I/B-14.IV
  - Schwyzer und Zuger Voralpen, I/B-14.IV-B
  - Urner und Muothataler Voralpen, I/B-14.IV-A